# Marko Beens
Marko G. Beens (* 21. Januar 1970 in Braunschweig) ist ein deutscher Diplom-Kaufmann (FH) für Sportmanagement. Seit 2002 war er als Sportmanager für verschiedene Vereine der 1. Basketball-Bundesliga, im Präsidium der Basketball-Bundesliga und als Geschäftsführer der Deutschen Volleyball-Liga (DVL) tätig. Zuletzt war Beens Vorstandsmitglied beim Basketball-Erstligisten und Championsleague-Teilnehmer MHP Riesen Ludwigsburg.

## Werdegang
Nach Schulbesuch mit Abitur in Braunschweig und Studium schloss Beens 2002 an der FH Braunschweig/Wolfenbüttel sein Studium zum Diplom-Kaufmann/Sportmanagement als Jahrgangsbester ab.
2001 wirkte Beens beim Aufbau der StadtSport Braunschweig GmbH (1. Basketball-Bundesliga, heute Basketball Löwen Braunschweig) als Assistent der Geschäftsführung mit und arbeitete dabei mit dem Sportmarketingmanager Peter Henke zusammen.
Beens übernahm im Sommer 2002 die Geschäftsführung des Quakenbrücker Basketball-Bundesligisten Artland Dragons.
Im September 2006 wurde Beens neben dem früheren BBL-Geschäftsführer Otto Reintjes und Jens Brämer von den Köln 99ers zum Vizepräsidenten der AG Basketball Bundesliga e. V., der Interessengemeinschaft der BBL-Klubs, gewählt. Das Amt legte er nach zweifacher Wiederwahl im Herbst 2011 im Zuge seines Wechsels zur Deutschen Volleyball-Liga (DVL) nieder.
Im Sommer 2011 schied er als Quakenbrücker Geschäftsführer aus und übernahm zur Saison 2011/2012 als Nachfolger von Thorsten Endres die Geschäftsführung der Deutschen Volleyball-Liga in Berlin. Im April 2012 trennte man sich wieder einvernehmlich.
Zum 1. Januar 2013 löste Beens Manfred Schöttner als Geschäftsführer des Basketball-Erstligisten BBC Bayreuth ab. Im Mai 2013 verließ Beens den Verein aus persönlichen Gründen.
Zum 15. Januar 2014 wurde Beens Geschäftsführer Finanzen, Organisation und Marketing bei den Brose Baskets Bamberg. Zu Mitte Juli 2014 beendete er die Zusammenarbeit wieder.
Zum 15. August 2016 wurde Beens zum 2. Vorsitzenden im Vorstand der MHP Riesen Ludwigsburg bestellt. Seine Amtszeit endete nach der Saison 2017/18. Im Frühjahr 2020 trat er eine Stelle als wissenschaftlicher Mitarbeiter am Institut für Sportmanagement der Ostfalia Hochschule für angewandte Wissenschaften an.

## Erfolge und Auszeichnungen
Im Tanzsport wurde Beens als aktiver Tänzer in den 1990er Jahren mit dem Braunschweiger TSC unter anderem mehrfacher Welt- und Europameister im Standard-Formationstanzen. 1998 wurde er Trainer des BTSC-B-Teams.
Beens wurde 1994 mit dem Silbernen Lorbeerblatt ausgezeichnet, der höchsten deutschen Auszeichnung für sportliche Leistungen.
Als Geschäftsführer beziehungsweise Manager der Artland Dragons:
- Meister 2. Bundesliga ohne Niederlage 2002/2003
- Deutscher Vize-Pokalsieger 2007
- Deutscher Vizemeister 2007
- Mannschaft des Jahres in Niedersachsen 2007[16]
- Deutscher Pokalsieger 2008
- Bester deutscher Vertreter im ULEB-Cup 2007/2008 (Runde der besten 16 Mannschaften)
- Bestes deutsches Team im EuroCup 2008/2009 (Runde der besten 16 Mannschaften)
- Zweitbestes deutsches Team in der EuroChallenge 2009/2010 (Runde der besten 16 Mannschaften)

Als Vorstand der MHP Riesen Ludwigsburg:
- Wirtschaftlich erfolgreichste Saison der Clubgeschichte (2016/2017)[17]
- Sportlich erfolgreichste Saison der Clubgeschichte (2017/2018: Erreichen des Finalturniers der Basketball Champions League in Athen sowie dritter Platz in der Basketball-Bundesliga).

## Sonstiges
Beens ist Mitglied des Hochbegabtenvereins Mensa in Deutschland (MinD), sein Intelligenzquotient beträgt 137.
Beens ist außerdem Mitglied des Rotary Clubs Bersenbrück Altkreis.